# ガラスの動物園
『ガラスの動物園』（ガラスのどうぶつえん、The Glass Menagerie）は、テネシー・ウィリアムズによる戯曲。
1944年に執筆され、同年、シカゴで初演された。1945年3月にニューヨーク・ブロードウェイで上演されると1946年8月まで561回公演されるロングランヒットとなり、ウィリアムズの出世作となった。作者の自伝的作品で米文学の最高峰に位置し、ハリウッド映画にも影響を与えている他、2度映画化されている。

## 登場人物
アマンダ・ウィングフィールド
小柄な女性。非常に活動的であるが、来歴ゆえに身の丈に合わない理想を持ち、他者を自分の尺度に当てはめそのように動かそうとする傾向があり、トムや周囲の人間から辟易されている。しかし本人にその自覚は全く無い。
若い頃はブルー・マウンテンという街の屋敷に住んでおり牧場主の息子や資産家、のちに銀行家や投資家として大成した人物など、数多くの将来有望な男性との出会いがあったが、魅力のみが取り柄のしがない電話会社の職員と結婚し、現在の窮状に落ちてしまった。
破綻した結婚生活に大いに不満を抱いており、家を出て行った夫への愚痴を事あるごとにこぼしている。
自身の理想通りにいかないローラの現状ついても非常に気を揉み、このままでは彼女が独身のまま惨めに一生を終えると悲観しており、トムにローラのために年頃の男性を探してくるよう頼む。
ローラとトムの父
電話会社の職員。あるとき突然仕事を辞めて放浪の旅に出てしまいメキシコのマサトランから手紙が来たのを最後に現在でも音信不通である。
トムによれば、彼もまたアマンダの性格に辟易していたとのこと。
若い頃は資産には恵まれていなかったものの人一倍男性的な魅力があり、アマンダはそれを理由に彼との結婚を決めている。
ローラ・ウィングフィールド
アマンダの娘。幼少期に罹患した病気の後遺症で足が不自由であり（ハイスクール時代には足に付けていた金属製の補助具の立てる音を過剰なまでに気にしていた）このことに深刻なコンプレックスを抱えている。
性格は極度な引っ込み思案で、タイピストを養成するビジネススクールにも通えなくなり引きこもりがちな生活を送る。
ガラス細工の動物コレクション（「ガラスの動物園」と呼んでいる）を手入れして、父親が残してくれたレコードを聴くのが日課。
トム・ウィングフィールド
本作の語り手。ローラの弟。靴会社の倉庫で働きウィングフィールド家の生活を支えている人物。
つまらない仕事に追われ、家では何かにつけてアマンダから口やかましくされるため、現在の生活に大きな不満を持っている。
父親譲りの冒険心があり、いつか自分も家を飛び出して旅に出ようと画策している。趣味は詩作と帰宅後の映画鑑賞。
ジム(ジェームズ)・ディレーニー・オコナー
トムの職場の同僚。トムが詩作を趣味としていることから彼を”シェイクスピア”というニックネームで呼ぶ。
かつてはローラと同じハイスクールの生徒でもあり様々なクラブや委員会で活躍する学校のスターであった。華やかな学校生活から大成すると目されていたが、卒業後に何かの壁にぶち当たったせいか、現在の職業にありついている。
テレビ業界への転職と出世を目指し、働きながら弁論術とラジオ工学を学ぶ勤勉な青年。
トムが自宅へ夕食に招く。
エミリー・マイゼンバッハ
ハイスクール時代のトムのガールフレンド。消息筋によれば後に彼と婚約したとのこと。

## あらすじ
第一部
- 第一場

ストーリーはトムの追憶として語られる。
舞台は1930年代、セントルイスの貧乏地帯、ウィングフィールド一家が住むアパートの一室である。トムは「これから語られることはフィクションだが、当時のアメリカ社会における現実の一つである」と告げる。
ウィングフィールド一家が三人で食事を取っている。アマンダがトムの食べ方にやかましく口を出すためトムは食事を楽しむことができない。アマンダは若い頃の華やかな男性遍歴を物語り、ローラにもそろそろ相応しい相手が現れるだろうと言うが、ローラは自分は魅力的な女性ではないとしてアマンダの言い分を申し訳なさげに否定する。
- 第二場

アマンダはDAR（全米愛国婦人会）の会合に出席する予定だったが、事前にローラを入学させたビジネススクールに立ち寄った際に彼女が既に退学していたことを知り、怒って帰宅しローラを問いただす。
ローラによれば入学初日にプレッシャーのため教室で嘔吐してしまって以来スクールに通える精神状態ではなくなり以降は登校する振りをして公園や動物園、美術館などをまわり暇を潰していたという。
アマンダはローラの行く末をいよいよ悲観し今までの恋愛経験を問うたところ、ハイスクール時代、学校のスターであったジムという生徒に好意を寄せていたとの事だったが、ジムにはガールフレンドがおり、加えて自分は胸膜炎（プルーローシス）にかかった事で彼から「ブルー・ローズ」と呼ばれ恥ずかしい思いをしていたという。アマンダは就職を諦めさっさと結婚するようローラに苛立ちをぶつけるが、ローラは自分の足が不自由であるため希望を抱けない。アマンダは落ち込むローラを「お前には父親譲りの魅力がある」と鼓舞する。
- 第三場

アマンダはローラの事で焦り、結婚資金を貯めようと女性向けロマンス小説誌を営業する仕事を始めるがうまくいかない。
一方トムはアマンダに図書館から借りていたローレンスの小説を勝手に返却されてしまった事で彼女と口論になる。
就きたくもない仕事に毎日追われ一家の生活を支えながら息苦しい生活を続けるトムはアマンダを口汚く罵り夜の街へ繰り出すべく支度を始める。その時乱暴に取り扱ったコートがローラのガラス細工のコレクションを保管している棚に当たってしまい、ガラス細工は床に落ちて無残に砕け散りローラは悲嘆に暮れる。そんな光景を意に介さず売り言葉に買い言葉で「トムが謝らない限り二度と口を聞かない」と言い放ちその場を去るアマンダ。
二人は取り残され、トムは申し訳なさげに砕けたガラス細工を拾い集める。
- 第四場

トムは数本立ての映画とマジックショーを観た後、飲んで深夜に帰宅する。
やがて朝になり、ローラは家族の仲を取り持つためトムにアマンダに謝罪するよう懇願し、アマンダから頼まれた用事のために家を出る。トムはキッチンに入ってアマンダに昨晩の事を渋々詫び、アマンダはそれを受け入れる。
しばしやり取りがあり、トムは現在の単調な息苦しい生活に嫌気がさしており、スリルを味わうために毎晩のように映画に出かけていると言う。アマンダもトムに冒険心があり今の生活を捨て旅に出ようとしている事を見抜いているが、そのためにはトムの代わりに一家を支えローラの伴侶となる相手がどうしても必要だという。
- 第五場

夕食後、トムはタバコを吸いに非常階段の踊り場に出る。路地の向こうにある「パラダイス」というダンスホールから音楽が漏れ聞こえる中、近所の商店の屋根から月が現れる。
トムを追いかけてきたアマンダに彼は「同僚の青年が家に来ることになった」と告げる。話によればオコナーという名のその青年は酒も飲まず、出世のために夜間学校に通っているという。
アマンダは大いに浮き足立ちオコナーを迎える準備に取りかかろうとするが、トムは「あくまで彼を食事に誘っただけであり、ローラも閉じた世界に生きているので、これが男女の出会いになるとは言いがたい」と言ってアマンダを諫め、映画へと出かける。
アマンダはトムの言い分に水を差されたような気になるも、すぐさまもとの興奮を取り戻し、ローラを踊り場に呼びつけて自身の幸せを月に祈るように言う。
第二部
- 第六場

ウィングフィールド家の部屋はアマンダにより華やかに飾り付けられ、ローラはドレスを着せられ髪も美しく整えられている。また、アマンダもブルーマウンテンにいた頃に愛用していた服をわざわざ引っ張り出して着飾っている。
ローラはその様子に気が気でなくアマンダに何事かと聞くと、今夜はある青年が家に夕食に来るという。
ローラはその青年がジムであると知って愕然とし、恥ずかしさのあまり「彼には会えない」と言う。
やがてトムがジムを連れて帰宅し、ローラは必死の思いで彼らを迎え入れジムと少し会話をするが、恥ずかしさのあまりその場を去ってしまう。
トムとジムはテラスに出て自分たちの現在と将来について話し始める。二人とも今の仕事には満足しておらず、ジムは弁論術を身につけ立身出世を狙っていると語る一方で、トムは自分の冒険心を満たすために父に倣ってあてのない旅に出るつもりである事、そのために家の電気代を会費に充てて全米船員組合の会員になった事を告白する。
その後二人はアマンダに呼ばれ室内に戻り、ジムはアマンダにまくし立てられ彼女の勢いに翻弄されつつもそれを楽しむ。
やがてローラが準備を済ませ食事の時間になり4人がテーブルにつこうとするが、ローラはジムと食事をすることへの怖さからよろめいてしまい、トムに促され居間のソファに横たわる。ローラがソファですすり泣く中、食前の祈りが始まる。
- 第七場

食事が終わってしばらくした後、家で停電が起きる。アマンダはトムに電気代の督促状を渡したことを思い出して「ちゃんと払ったのか」と問いただし、トムは口ごもる。
暗い中、アマンダとトムは夕食の後片付けを始め、ジムはアマンダに頼まれてローラの話し相手をすることになり、燭台を持って居間に向かう。
蝋燭が灯る中、ジムとローラは向かい合って床にクッションを敷き座る。ワインやガムを楽しみ、ローラはジムがハイスクール時代に披露していた美声について切り出すと、ジムの中で引っかかっていた記憶も蘇り、ローラを「ブルー・ローズ」と呼んでいた事を思い出す。二人は声楽のクラスで一緒であり、当時のエピソードをお互いに話し始めローラの気持ちは徐々にほぐれていく。ローラは「ともしび」という卒業アルバムを持ってきてジムが主役を務めたオペレッタの公演を全て観たと語り、ジムも嬉しくなって当時のプログラムにサインする。
やがて話題は卒業後の事に移る。ローラはジムが当時のガールフレンドであったエミリーと婚約したものと思い込んでいたが、トムによればそれは彼女が勝手に言いふらしていただけであったとのこと。
ローラは成績不振で卒業できず、中退後は今に至るまで何をやってもうまくいかない現状を語るが、ジムはローラが過度な劣等感に苛まれていると言い、自分の長所を見いだせれば人生の展望はいくらでも開けると勇気づける。現に自身がラジオ工学と弁論術を学んでいるのもそれに向いた才能があるからだとし、やがてテレビが放送媒体として世を席巻すると踏んでおり、すぐにでもその業界に飛び込む準備のためだという。
一方でローラが興味を持っていることはガラス細工のコレクションを大切に日々手入れする事であった。ローラはその中でも一番古いユニコーンのガラス細工を手に取り、二人はそれを玩ぶ。
やがて居間に「パラダイス」から流れるワルツが聞こえてくる。
ジムは「踊ろう」と言って、足の事を理由に断ろうとするローラの手を取る。ジムのリードでローラはリラックスし、不器用ながらも部屋中を踊り回る。
そのときテーブルにぶつかった拍子にユニコーンが床に落ち角が取れてしまう。ジムは謝罪するが、ローラは「これでユニコーンは普通になれたし、ほかの馬とも仲良くできるだろう」とユーモアを見せる。
ジムはそんなローラのセンスや美しさを褒め称えこの世で唯一の存在、ブルー・ローズだとし、情熱に駆られローラに誇りを与えようとキスを交わす。
恍惚とするローラ、しかしジムはすぐさま「ばかなことをした」と自身の行いを否定する。ジムには既に同じアイルランド系のベティという婚約者がおり、幸せな結婚生活も展望していたのであった。
ローラは寂しげに、今夜の記念にと角の無いユニコーンをジムに渡す。
それからすぐ、何も知らないアマンダがデザートを持って居間にやってくる。ローラとジムが良い仲になったのだと思い込むアマンダに、ジムは近々自分が結婚する予定であると告げる。
ローラがくれたユニコーンをいつまでも大事にすると言って、ジムはウィングフィールド家を後にする。
ジムが去った後、アマンダは期待が空振りに終わった苛立ちをトムにぶつけるが、トムはジムの身の上をそこまで知らなかったと語り映画に出かけると言う。
アマンダは「家族のことなんてどうせ放っておけばいい」と身勝手に言い放ち、トムはいよいよ旅に出る決意を固める。
会食の晩からしばらくした後、トムは就業中に詩作していたことがばれ解雇されたのを機に、念願であった旅に出る。
当てもなく放浪し自由を手にできると思ったトムであったが、どこに行っても頭をよぎるのは息苦しかったアパートでの光景ばかりで、とりわけ姉・ローラの事がジムの心を大きく支配していた。
どんな娯楽に逃げようとも離れてくれないローラへの思いに、トムは何ともし難い感情を抱くのだった。